# Von (album)
Von is het debuutalbum van de IJslandse post-rockband Sigur Rós. Het werd in IJsland uitgebracht op 1 september 1997 door Bad Taste Records. Na het internationale succes van de daaropvolgende albums werd Von in 2004 uitgebracht in het Verenigd Koninkrijk en de Verenigde Staten. In 2005 behaalde Von de platina-status in IJsland.

## Productie
Kort na de oprichting van Sigur Rós in 1994 kwamen zanger/gitarist Jón Þór Birgisson en drummer Ágúst Ævar Gunnarsson bij elkaar met het initiatief om in een studio muziek te maken. Bassist Georg Hólm kwam er later bij om ze te helpen. Meteen kwam het idee om een volledig album te produceren. Het eerste nummer dat opgenomen werd (in zes uur tijd) was "Fljúgðu". Dit nummer lag dicht bij de Sigur Rós-stijl die later op Von te horen zou zijn. De band probeerde na "Fljúgðu" echter eerst een andere muziekstijl, volgens Georg "Smashing Pumpkins-rock". De band ervoer de periode van de opnamen als 'erg lang'. Ze hadden bij aanvang eerste opnamen liggen van de nummers. Tegen het einde van de sessies klonken alle nummers echter compleet anders dan dat ze aanvankelijk waren.
Sigur Rós, dat de productie volledig zelf deed, worstelde erg met de stijl van de muziek. Een andere reden dat de opnamen lang duurden was dat Georg een studie in film volgde en vaak afwezig was. Er werd overwogen om alle opnamen te schrappen en opnieuw te beginnen, maar dit plan werd echter vanwege tijdgebrek afgewezen. De muziek in de stijl van de "Smashing Pumpkins-rock" verdween van het album; in plaats daarvan keerde de band terug naar de stijl die op "Fljúgðu" te horen was. Het album werd opgenomen in de Hvarfstudio's in Mosfellsbær. De band had weinig geld om de opnamen te betalen. Daardoor konden ze maar weinig tijd kopen om van de studio gebruik te maken en kregen ze te maken met tijdgebrek. In ruil voor de kosten die gemaakt werden, moesten de bandleden klusjes rond de studio doen, waaronder het schilderen van het pand. Het album kreeg de titel Von ('hoop').
Von is in vergelijking met de overige albums erg experimenteel en ambient. Dat het album een conceptalbum is wordt ontkend door de bandleden. Het nummer "Von" werd door Jón Þór Birgisson gezongen in onbegrijpbare klanken, dat later de naam 'Vonlenska' ('Hooplands') kreeg. De band gebruikte de term voor het eerst als een grap, volgens latere drummer Orri Páll Dýrason: Jonsi gebruikt geen eigen taal; het is gewoon wat geneuzel waardoor hij zijn stem als instrument gebruikt. We noemden het alleen Hooplands omdat het eerste nummer waarop we het gebruikten 'Hoop' heette." 'Vonlenska' werd later toegepast op een reeks nieuwe nummers. Het laatste nummer op het album is "Rukrym", refererend aan "Myrkur" (maar dan achteruit gespeld). "Rukrym" begint met een minuten lange stilte, maar bevat daarna een achteruit gespeeld fragment van "Myrkur". In 1998 verscheen het remix-album Von brigði (vertaald: 'Alternatieve hoop' of 'teleurstelling'), met bewerkte versies van Von. Een nummer op dat album, "Leit af lífi", was eigenlijk bestemd voor Von. De band kreeg het echter niet op tijd af en besloot het daarom maar op het remix-album te plaatsen.

## Uitgave en recensies
Von werd op 1 september 1997 in IJsland uitgebracht via Smekkleysa Records. Aanvankelijk werden er iets minder dan 500 kopieën gedrukt, waarvan er 313 verkocht werden. De promotie van het album werd door de bandleden zelf gedaan: zo plaatsten ze posters op gebouwen in Reykjavik. Vanwege het grotere succes van Ágætis byrjun en ( ) werd besloten Von in september 2004 in het Verenigd Koninkrijk en een maand later in de Verenigde Staten uit te brengen. Ook stegen de verkopen in IJsland tot over 5.000, wat ze een platina-status opleverde. In 2009 verscheen er een lp van Von, gelimiteerd tot 5000 kopieën en uitgebracht door platenlabel One Little Indian. Von werd overwegend positief ontvangen door de media. Allmusic noemde Von donkerder en rauwer dan zijn opvolger Ágætis byrjun: "Het is noemenswaardig dat zo'n jonge band zo experimenteel kan zijn in hun levensfase. (...) Als een sfeerzetter doet het 10-minuten durende openingsnummer drie minuten lang wat het moet doen, maar de overige periode lijkt meer op opvulling van de tijd. Desalniettemin is Von erg indrukwekkend, springend van Gavin Bryars-achtig minimalisme naar My Bloody Valentine-achtige droompop.
Pitchfork Media noemde Von een degelijke voorganger van Ágætis byrjun: "Voor het grootste deel staat Von ver weg van zijn tijd. Het is onvergelijkbaar met alles dat in die periode werd uitgegeven en refereert slechts zelden aan zijn opvolgende uitgave. "Myrkur", met referenties aan Pink Floyd en Hum, is vrolijk en nogal opgebroken. Net zoals Agaetis Byrjun steunt Von op het creëren van landschappen in je fantasie: door het IJslandse landschap lopen is een surrealistische ervaring; eentje die Sigur Rós geweldig verwerkt in zijn muziek. Maar door zo groots te klinken klinkt het album meer zelfverzekerd -en minder krachtig- dan zijn opvolger. Het is meer een zwaar, introvert album dan Ágætis byrjun's hoop-creërende omgeving."

## Nummers
De Nederlandse vertaling van de titels staan onder de originele titel weergegeven.
1. "Sigur Rós" – 9:46
 "Zege-roos"
2. "Dögun" – 5:50
 "Dageraad"
3. "Hún Jörð..." – 7:17
 "Moeder Aarde..."
4. "Leit að lífi" – 2:33
 "Zoektocht naar het leven"
5. "Myrkur" – 6:14
 "Duisternis"
6. "18 sekúndur fyrir sólarupprás" – 0:18
 "18 seconden voor zonsopgang"
7. "Hafssól" – 12:24
 "Zon van de zee"
8. "Veröld ný óg óð" – 3:29
 "Moedige, nieuwe wereld"
9. "Von" – 5:12
 "Hoop"
10. "Mistur" – 2:16
 "Mist"
11. "Syndir Guðs (Opinberun frelsarans)" – 7:40
 "Gods zonden (Openbaring van de verlosser)"
12. "Rukrym" – 8:59
 'Duisternis' achteruit gespeld

## Medewerkers
- Sigur Rós - productie, artwork[1]
  - Jón Þór Birgisson - zang, gitaar
  - Georg Hólm - basgitaar
  - Ágúst Ævar Gunnarsson - drums

## Versies
|   | jaar | platenmaatschappij          | locatie          | formaat              | catalogusnummer  |
| - | ---- | --------------------------- | ---------------- | -------------------- | ---------------- |
| 1 | 1997 | Bad Taste                   | IJsland          | cd                   | SM 67 CD         |
| 2 | 2004 | Bad Taste                   | Europa           | cd                   | SM 67 CD         |
| 3 | 2004 | Bad Taste                   | Australië        | cd                   | TPLP661CD-SM67CD |
| 4 | 2004 | Bad Taste/One Little Indian | Verenigde Staten | cd                   | OLI661- SM67CD   |
| 5 | 2009 | Bad Taste                   | Verenigde Staten | 2-lp (12-inch vinyl) | TPLP661DMM       |